# Petra Jauch-Delhees
Petra Jauch-Delhees (* 28. März 1959 in Aarau als Petra Delhees) ist eine ehemalige Schweizer Tennisspielerin.

## Karriere
Auf der WTA Tour gewann sie einen Doppeltitel.
Für die Schweizer Fed-Cup-Mannschaft bestritt sie von 1976 bis 1983 48 Partien; ihre Bilanz im Einzel: 19:6, im Doppel: 14:9.
1983 heiratete sie den Deutschen Peter Jauch.

## Turniersiege

### Doppel
| Nr. | Datum    | Turnier   | Kategorie | Belag | Partnerin        | Finalgegnerinnen             | Ergebnis |
| --- | -------- | --------- | --------- | ----- | ---------------- | ---------------------------- | -------- |
| 1.  | Mai 1985 | Barcelona | WTA       | Sand  | Patricia Medrado | Penny Barg Adriana Villagrán | 6:1, 6:0 |

## Abschneiden bei Grand-Slam Turnieren

### Einzel
| Turnier         | 1979 | 1980 | 1981 | 1982 | 1983 | 1984 | 1985 | Bilanz | Karriere |
| --------------- | ---- | ---- | ---- | ---- | ---- | ---- | ---- | ------ | -------- |
| Australian Open | —    | —    | —    | 2    | —    | —    | —    | 1:1    | 2        |
| French Open     | 1    | AF   | 2    | 2    | 3    | 2    | 2    | 8:7    | AF       |
| Wimbledon       | —    | —    | 2    | 2    | 2    | 1    | —    | 3:4    | 2        |
| US Open         | —    | —    | —    | —    | 2    | AF   | —    | 4:2    | AF       |

### Doppel
| Turnier         | 1979 | 1980 | 1981 | 1982 | 1983 | 1984 | 1985 | Bilanz | Karriere |
| --------------- | ---- | ---- | ---- | ---- | ---- | ---- | ---- | ------ | -------- |
| Australian Open | —    | —    | —    | 1    | —    | —    | —    | 0:1    | 1        |
| French Open     | 1    | AF   | —    | 1    | 1    | 1    | 1    | 1:6    | AF       |
| Wimbledon       | —    | 1    | —    | 1    | 1    | —    | —    | 0:3    | 1        |
| US Open         | —    | —    | —    | —    | AF   | 1    | —    | 2:2    | AF       |